# 周振海
周振海（1960年—），吉林农安人，汉族，中华人民共和国政治人物、全国人民代表大会云南地区代表。
毕业于东北师范大学中国共产党党史专业。加入中国共产党。担任人民银行长春中心支行党委书记、行长兼国家外汇管理局吉林省分局局长。2008年起担任全国人大代表。2013年，担任全国人大代表。2018年2月24日，当选为第十三届全国人大代表。